# أكيرا ناكاو
أكيرا ناكاو (مواليد 14 أكتوبر 1909) هو ملاكم ياباني، مثّل بلاده في الألعاب الأولمبية الصيفية 1932.

## روابط خارجية
أكيرا ناكاو على موقع أوليمبيديا (الإنجليزية)